# لي تشانغ-دونغ
لي تشانغ دونغ (هانغل: 이창동) مخرج أفلام وروائي كوري جنوبي. شغل منصب وزير الثقافة والسياحة في كوريا الجنوبية من 2003 إلى 2004.

## الجوائز
فاز فيلمه احتراق بجائزة الاتحاد الدولي للنقاد السينمائيين في مهرجان كان السينمائي الواحد والسبعين، وأفضل فيلم بلغة أجنبية في جمعية نقاد السينما في لوس أنجلوس، وأفضل فيلم بلغة أجنبية في جمعية نقاد السينما في تورنتو.
وفاز بجائزة الأسد الفضي لأفضل مخرج وجائزة النقاد الدولية فيبريسكي "في مهرجان البندقية السينمائي 2002 وجائزة أفضل سيناريو في مهرجان كان السينمائي 2010 . حصل أيضًا على جائزة الإنجاز في الإخراج في حفل توزيع جوائز آسيا والمحيط الهادئ الرابع للشاشة في عام 2017، وجائزة لجنة التحكيم الكبرى في حفل توزيع جوائز آسيا والمحيط الهادئ للشاشة 2018، وأفضل مخرج وجائزة إنجازات العمر في حفل توزيع جوائز الفيلم الآسيوي الثالث عشر في عام 2019،  و قد رشح لجائزة الأسد الذهبي والسعفة الذهبية.

## النشأة
ولد في دايجو، كوريا الجنوبية. تخرج عام 1981 بدرجة البكالوريوس في الأدب الكوري من جامعة كيونغ بوك الوطنية في دايجو، حيث قضى معظم وقته في المسرح وكتابة وإخراج المسرحيات. واصل تعليم اللغة الكورية في المدرسة الثانوية وأثبت نفسه كروائي مع روايته الأولى تشونري في عام 1983.

## عمله
لم يكن لدونغ أي تدريب في صناعة الأفلام. تفاوض لي على منصب مساعد مخرج (AD) كجزء من الصفقة وتمت ترقيته إلى أول إعلان في اليوم الأول من التصوير عندما فشل الإعلان الأصلي الأول في الظهور. صدر الفيلم في عام 1993.  وواصل كتابة فيلم شرارة واحدة في عام 1995، والذي فاز بجائزة أفضل فيلم في حفل توزيع جوائز جوائز أفلام التنين الأزرق لعام 1995 .

من 2003 إلى 2004، شغل لي منصب وزير الثقافة والسياحة في حكومة كوريا الجنوبية. حول التعيين السياسي، قال لي:
في وقت الحملة الانتخابية للرئيس روه مو هيون، كان أحد الأشياء التي وعد بها هو اختيار وزير الثقافة من مجال الثقافة والفن بدلاً من سياسي محترف. حسنًا، لقد تم انتخابه، وقد نصحني كثير من الناس بوصفي وزير الثقافة الجديد. لم أفكر أبدًا أن هذا الزي يناسبني جيدًا بشكل خاص، لكن كان علي قبوله كواحد من تلك الأكواب المريرة التي يجب على المرء أن يتقبلها طوال حياته. 

## معتقداته السياسية
ولد لي تشانغ دونغ في دايغو، أكثر محافظة يمينية في كوريا، لخفض الآباء من الطبقة المتوسطة. جاءت عائلته من الطبقة النبيلة لكوريا القديمة. هذا التناقض في نشأته في أسرة نبيلة سابقة لها روابط اشتراكية شكلت شخصيته، وبالتالي أسلوبه السينمائي.
دعم لي ترشيح روه مو هيون منذ عام 2002، وبعد فوزه في الانتخابات، عمل لي في المكتب كوزير للثقافة من 2003 إلى 2004. خلال فترة ولايته، اقترح لي حصة على الشاشة للفيلم المستقل لكن اقتراحه التقى معارضة شرسة من صناعة السينما الكورية. ومع ذلك، في أكتوبر 2006، تمت مكافأته على جهوده مع وسام شوفالييه (فارس) من وسام جوقة الشرف (وسام جوقة الشرف) من قبل الحكومة الفرنسية «لمساهمته في الحفاظ على حصة الشاشة لتعزيز التنوع الثقافي باعتباره ثقافيًا. وزيرة».

كان لي يقاطع ويرفض حضور حفل توزيع جوائز التنين الأزرق للأفلام منذ عام 2002 بسبب النزاعات السياسية مع صحيفة تشوسون إلبو الكورية الجنوبية المحافظة التي تستضيف الجوائز. وبالتالي، منذ عام 2002، لم يتم تقديم أفلامه للمسابقة مطلقًا وتم استبعادها من الترشيح لجائزة أفضل فيلم وأفضل مخرج. ومع ذلك، يحترم لي جهود وحقوق الممثلين وطاقم الفيلم في الحصول على ترشيح لجوائز التنين الأزرق للأفلام.  لمدة عشر سنوات حتى عام 2017، تم إدراج لي في القائمة السوداء من قبل الحكومة السابقة.  يتذكر لي توقفه الذي دام ثماني سنوات:
خلال هذه السنوات الثماني، سألت نفسي كثيرًا: ما نوع الأفلام التي أريد أن أصنعها وما نوع الأفلام التي سأصنعها لجمهوري؟ في الواقع، لم يكن من الضروري اللحاق بالركب لفترة طويلة: كان بإمكاني أن أصنع بسهولة أفلامًا أراد الناس مشاهدتها، بلمسة من أسلوبي الشخصي حتى يتم الإشادة بهم بشكل نقدي، لكنني كنت أبحث عن الأفلام الخاصة، هذا كل ما يمكنني التحدث عنه والتحدث عنه. في ذلك الوقت كنت أفكر في غضب الناس: كل من أعرفه في ذلك الوقت كان غاضبًا، بغض النظر عن دينه أو جنسيته أو اختلافاته. القصة الأصلية (المحترقة) وضعتني على صلة بأسئلتي وقصتي.

## أسلوبه السينمائي
يصف لي شانغ دونغ عمليته الإبداعية بأنها واحدة من اليأس المطلق.  جميع أفلام لي تقريبًا على عنصر ميلودرامي، باستثناء فيلم احتراق الذي يثني ملامح الإثارة بدراسة متوترة متعددة الشخصيات. جميع أفلامه عبارة عن قصص مظلمة عن البراءة الضائعة والمعاناة والغربة. كانت موضوعاته الرئيسية تدور حول الصدمات النفسية باستمرار. وبدلاً من السماح لشخصياته بالاستغراق في بؤسهم، يجذبهم «لي» إلى مواقف تجعلهم يبحثون، غالبًا بلا جدوى، عن معنى الحياة. غالبًا ما كانت الذاكرة موضوعًا مهمًا بالنسبة إلى لي.  يمكن تحديد عمله بالمأساة النوع وقصصه دائمًا ما تتضمن شخصياته التي تعاني من درجة معينة من المعاناة.
تعكس أفلامه المناخ الاجتماعي والسياسي القمعي لكوريا الجنوبية، وتصوير الكوريين ذوي الياقات الزرقاء المهمشين. شخصياته معادية للبطولة بشكل مميز، لكن يبدو أنه يبررهم بسبب خلفيتهم. خلال صور واقعية لشخصيات مضطربة، يطلب لي من الجمهور أن يفحصوا أنفسهم وأن ينظروا إلى ما يدفعه المجتمع تحت السجادة. ومع ذلك، فهو يبتعد عن إخفاء موضوعاته بسريالية جريئة. بدلاً من ذلك، هو مدفوع أكثر بالمذهب الطبيعي.

## الأدب
في عام 1987، نشر أول قصة قصيرة له بعنوان امتلاك ، وتبعها كتاب «هناك الكثير من الهراء» في عام 1992 والتي نالته جائزة كوريا تايمز الأدبية ، ثم عناد في عام 1996.
في عام 2007، نُشرت قصة لي القصيرة الوحش الحلم في عام 2018، نُشرت قصته القصيرة في القدر .
قال لي عن أسلوبه في الكتابة، "لقد كتبت دائمًا لشخص واحد، لهذا الشخص الذي يفكر ويشعر بنفس الطريقة التي أفكر بها. لقد شعرت تقريبًا أنني كنت أكتب رسالة حب إلى هذا الشخص المحدد جدًا الذي سيفهم ما أفعله" كتابة ومشاركة نفس المشاعر والأفكار".

## الحياة الشخصية
لي تشانغ دونغ هو الابن الثالث من بين أربعة أشقاء. قال إنهم قريبون جدًا، ويسمون أنفسهم إخوة أخوة. شقيقه الأصغر، لي جون دونغ، منتج أفلام.  لي ورئيس شركة شبكة تلفزيون وراديو إم بي سي تشوي سيونغ هو،  صديقان قديمان وخريجو جامعة كيونغ بوك الوطنية. طلب شخصيًا من تشوي الظهور في إحتراق وهو يلعب دور والد جونغ-سو. وهو أيضًا صديق مقرب لمتعاونه المتكرر مع الممثل مون سونغ كيون.

## وصلات خارجية
- لي تشانغ-دونغ على موقع IMDb (الإنجليزية)
- لي تشانغ-دونغ على موقع ألو سيني (الفرنسية)
- لي تشانغ-دونغ على موقع أول موفي (الإنجليزية)
- لي تشانغ-دونغ على موقع قاعدة بيانات الأفلام السويدية (السويدية)
- لي تشانغ-دونغ على موقع قاعدة بيانات الفيلم (الإنجليزية)
- لي تشانغ-دونغ على موقع كينوبويسك (الروسية)